# Assunta Radico
Assunta Radico (2 novembre 1913 – Roma, 21 agosto 1998) è stata un'attrice italiana.

## Biografia
Ha interpretato alcuni film tra cui Il cammino della speranza (1950), Gelosia (1953) e Maddalena (1954).

## Filmografia
- Cielo sulla palude, regia di Augusto Genina (1949)
- Il cammino della speranza, regia di Pietro Germi, (1950)
- Gelosia, regia di Pietro Germi, (1953)
- Amori di mezzo secolo, (1954)
- Maddalena, regia di Augusto Genina, (1954)
- Il padrone sono me, regia di Franco Brusati (1955)
- L'uomo dai calzoni corti, regia di Glauco Pellegrini (1958)